# Dorcus ratiocinativus
Dorcus ratiocinativus es una especie de coleóptero de la familia Lucanidae.

## Distribución geográfica
Habita en Sikkim, Darjeeling, Nepal, Bután y  Tíbet.